# Auzat
Auzat (okzitanisch: Ausat) ist eine französische Gemeinde mit 562 Einwohnern (Stand: 1. Januar 2022) im Département Ariège in der Region Okzitanien (vor 2016: Midi-Pyrénées). Die Gemeinde gehört zum Arrondissement Foix und zum Kanton Sabarthès. Die Bewohner nennen sich Auzatois.

## Geografie
Auzat liegt etwa 24 Kilometer südsüdwestlich von Foix im Regionalen Naturpark Pyrénées Ariégeoises am Fluss Vicdessos. Die Gemeinde grenzt an Andorra und Spanien. Umgeben wird Auzat von den Nachbargemeinden Le Port im Norden, Val-de-Sos im Norden und Nordosten, Vicdessos und Lercoul im Nordosten und Osten, Ordino (Andorra) im Südosten, La Massana (Andorra) im Süden, Alins (Spanien) im Südwesten, Lladorre (Spanien) im Südwesten und Westen sowie Aulus-les-Bains im Westen und Nordwesten.
Die Spoulga von Campanal liegt unter der Burg von Montréal-de-Sos in Auzat.

## Bevölkerungsentwicklung
| Jahr                       | 1962 | 1968 | 1975 | 1982 | 1990 | 1999 | 2006 | 2019 |
| Einwohner                  | 970  | 949  | 798  | 847  | 760  | 666  | 593  | 469  |
| Quellen: Cassini und INSEE |      |      |      |      |      |      |      |      |

## Sehenswürdigkeiten
- Burgruine Montréal-de-Sos, im 12. Jahrhundert erbaut, im 15. Jahrhundert verlassen
- Kirche Sainte-Anne
- Kirche Saint-Jacques im Ortsteil Saleix
- Kirche Saint-Pierre-Saint-Paul im Ortsteil Olbier
- Kapelle Saint-Antoine du Montcalm im Ortsteil Marc

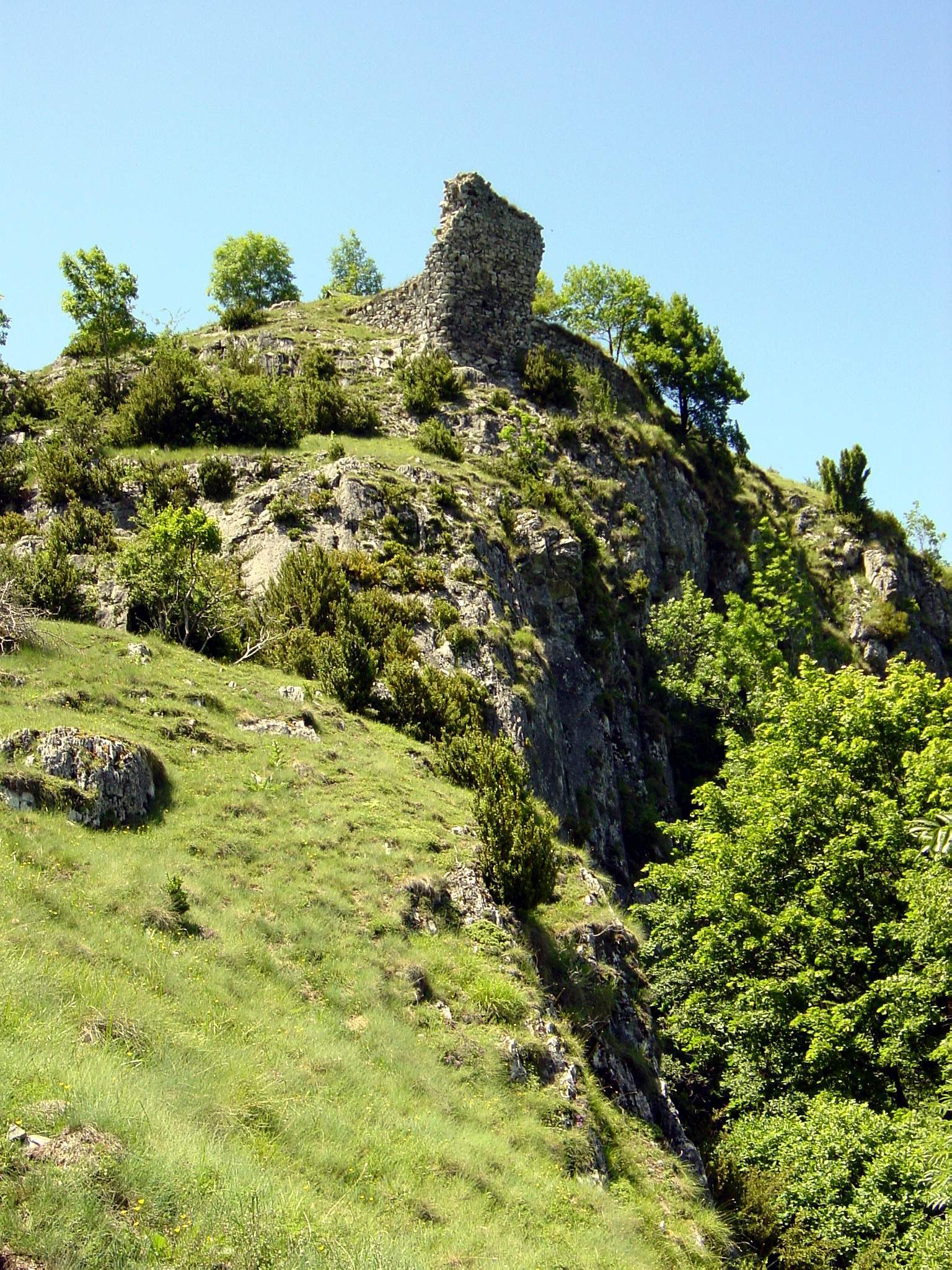
Burgruine Montréal-de-Sos

- Kapelle Saint-Vincent d'Onost (Friedhofskapelle)

## Persönlichkeiten
- Jean Sérafin (* 1941), Fußballspieler und -trainer